# Dana Brooke
Ashley Mae Sebera (Seven Hills, 29 de novembro de 1984) é uma fisiculturista, lutadora e manager de luta profissional americana que atualmente trabalha para a TNA sob o nome de ringue Ash By Elegance. Ela também trabalhou previamente para a WWE no programa Raw sobre o nome Dana Brooke.

## Carreira no fisiculturismo
Depois de uma curta experiência na natação, Sebera teve aulas de ginástica por 18 anos. Depois de sofrer diversas lesões, incluindo ambos os tornozelos quebrados, Sebera desistiu da ginástica e iniciou a carreira de fisiculturista. Entre 2011 e 2012, ela venceu vários concursos na National Physique Committee (NPC), antes de ganhar o International Federation of BodyBuilding & Fitness (IFBB) em 2012. Ela ficou em décimo segundo lugar no European Arnold Classic em 2013 e em décimo terceiro em 2015 no Arnold Sports Festival em Columbus, Ohio.

## No wrestling

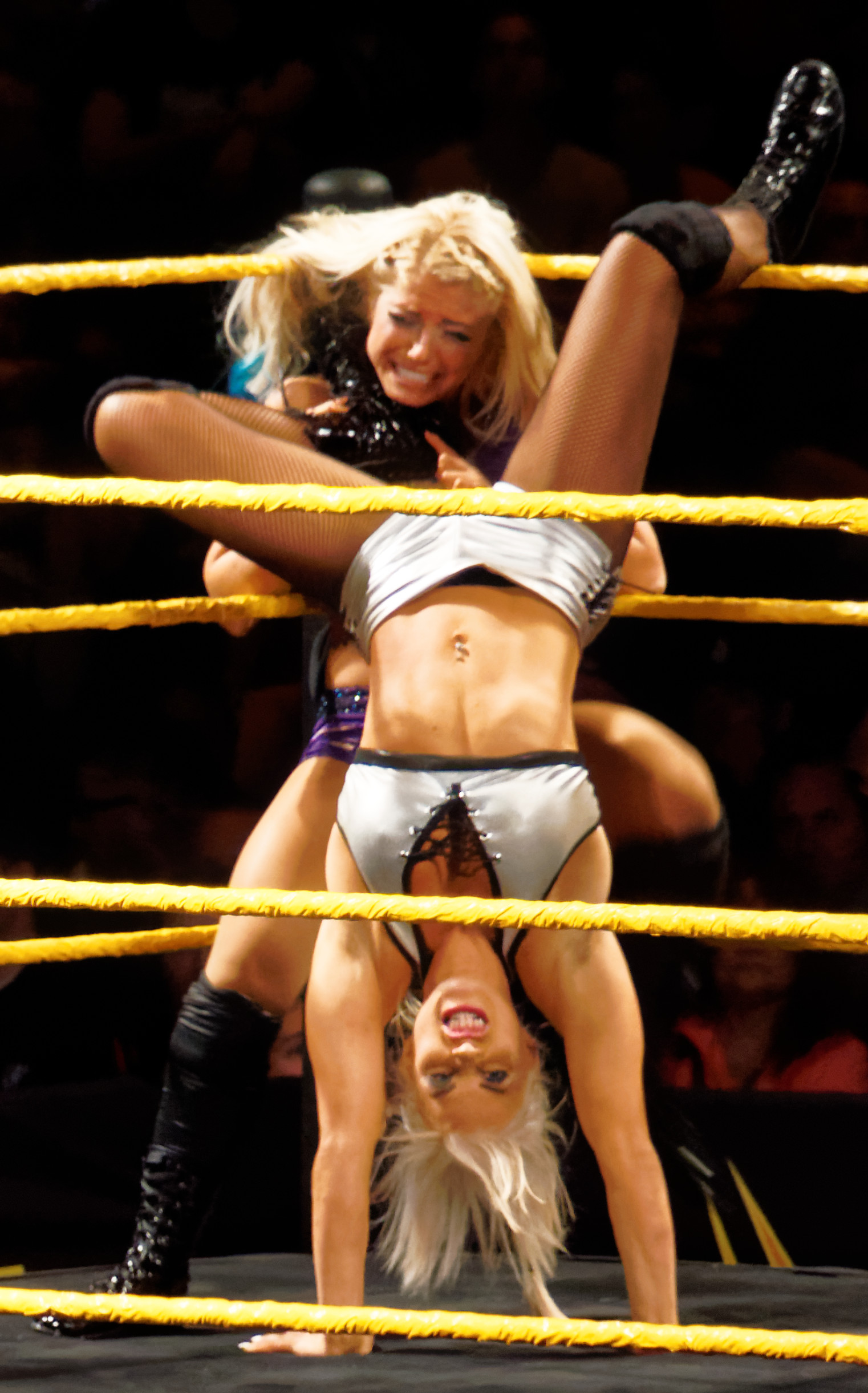
Brooke (frente) aplicando um Handstand corner foot choke em Alexa Bliss

- Movimentos de finalização
  - Samoan driver[7][8][9]
- Movimentos secundários
  - Bodyscissors[10][11]
  - Enzuigiri[12][13]
  - Fireman's carry slam[8][14]
  - Handstand corner foot choke[7][8]
  - Handstand Elbow drop[13][15]
  - Bow and arrow stretch modificado[8][9][10][14]
- Managers de
  - Emma
- Foi manager de
  - Emma
  - Apollo Crews
  - Titus O'Neil
- Alcunhas
  - "The Total Diva"[3][16]
- Temas de Entrada
  - "Respectful" por CFO$[17] (NXT/WWE; 15 de abril de 2015–presente)
  - "Making Moves" por CFO$ (WWE; 11 de dezembro de 2017–presente; usada enquanto manager de Titus O'Neil e Apollo Crews)
  - "Chemical Mind" por Jason Davis[18][19] (NXT; 27 de maio de 2015 – 22 de julho 2015; usada enquanto manager de Emma)
  - "Real Deal" por CFO$[20] (NXT/WWE; 22 de julho de 2015 - 12 de maio de 2016; usada enquanto acompanhando Emma)